# Fissistigma retusum
Fissistigma retusum är en kirimojaväxtart som först beskrevs av Augustin Abel Hector Léveillé, och fick sitt nu gällande namn av Alfred Rehder. Fissistigma retusum ingår i släktet Fissistigma och familjen kirimojaväxter. Inga underarter finns listade i Catalogue of Life.